# Bishop's Cleeve FC
Bishop's Cleeve FC (celým názvem: Bishop's Cleeve Football Club) je anglický fotbalový klub, který sídlí ve vesnici Bishop's Cleeve v nemetropolitním hrabství Gloucestershire. Založen byl v roce 1905. Od sezóny 2018/19 hraje v Hellenic Football League Premier Division (9. nejvyšší soutěž). Klubové barvy jsou zelená, černá a bílá.
Své domácí zápasy odehrává na stadionu Kayte Lane s kapacitou 1 500 diváků.

## Úspěchy v domácích pohárech
Zdroj: 
- FA Cup
  - 4. předkolo: 2005/06
- FA Trophy
  - 2. předkolo: 2016/17
- FA Vase
  - 3. kolo: 2005/06

## Umístění v jednotlivých sezonách
Stručný přehled
Zdroj: 
- 1983–1987: Hellenic Football League (Division One)
- 1987–1992: Hellenic Football League (Premier Division)
- 1992–2000: Hellenic Football League (Division One)
- 2000–2001: Hellenic Football League (Division One West)
- 2001–2006: Hellenic Football League (Premier Division)
- 2006–2008: Southern Football League (Division One Midlands)
- 2008–2017: Southern Football League (Division One South & West)
- 2017–2018: Southern Football League (Division One West)
- 2018– : Hellenic Football League (Premier Division)

Jednotlivé ročníky
Zdroj: 
Legenda: Z - zápasy, V - výhry, R - remízy, P - porážky, VG - vstřelené góly, OG - obdržené góly, +/- - rozdíl skóre, B - body, červené podbarvení - sestup, zelené podbarvení - postup, fialové podbarvení - reorganizace, změna skupiny či soutěže
| Sezóny  | Liga                                                 | Úroveň | Z  | V  | R  | P  | VG | OG  | +/- | B  | Pozice |
| ------- | ---------------------------------------------------- | ------ | -- | -- | -- | -- | -- | --- | --- | -- | ------ |
| 2009/10 | Southern Football League (Division One South & West) | 8      | 42 | 15 | 13 | 14 | 64 | 64  | 0   | 58 | 11.    |
| 2010/11 | Southern Football League (Division One South & West) | 8      | 40 | 10 | 12 | 18 | 47 | 59  | -12 | 42 | 15.    |
| 2011/12 | Southern Football League (Division One South & West) | 8      | 40 | 16 | 11 | 13 | 40 | 42  | -2  | 59 | 11.    |
| 2012/13 | Southern Football League (Division One South & West) | 8      | 42 | 10 | 7  | 25 | 49 | 66  | -17 | 37 | 21.    |
| 2013/14 | Southern Football League (Division One South & West) | 8      | 42 | 11 | 1  | 30 | 52 | 94  | -42 | 34 | 20.    |
| 2014/15 | Southern Football League (Division One South & West) | 8      | 42 | 6  | 4  | 32 | 52 | 143 | -91 | 22 | 21.    |
| 2015/16 | Southern Football League (Division One South & West) | 8      | 42 | 14 | 13 | 15 | 55 | 66  | -11 | 55 | 12.    |
| 2016/17 | Southern Football League (Division One South & West) | 8      | 42 | 14 | 8  | 20 | 66 | 86  | -20 | 50 | 16.    |
| 2017/18 | Southern Football League (Division One West)         | 8      | 42 | 8  | 3  | 31 | 43 | 107 | -64 | 24 | 22.    |
| 2018/19 | Hellenic Football League (Premier Division)          | 9      | 42 |    |    |    |    |     |     |    |        |

Poznámky
- 2017/18: Klubu byly z důvodu porušení stanov soutěže odečteny tři body.[2]